# Уильямс, Ниалл
Ниалл Уильямс (англ. Niall Williams, родилась 21 апреля 1988 года) — новозеландская регбистка, игрок сборной Новой Зеландии по регби-7; серебряный призёр Олимпиады 2016 года по регби-7 в составе сборной Новой Зеландии. В прошлом также капитан сборной Новой Зеландии по тач-футболу. Младшая сестра выдающегося новозеландского регбиста Сонни Билла Уильямса.

## Игровая карьера
Ниалл Уильямс была игроком женской сборной Новой Зеландии по тач-футболу в 2005—2015 годах, в составе молодёжной команды она стала чемпионкой мира 2005 года, завоевала серебряную медаль на чемпионате мира 2011 года. Позже переключилась на регби-7, став игроком сборной с сезона 2015/2016. Дебют состоялся в составе команды Окленда на турнире в Хоккайдо, где в одном из инцидентов она получила фингал под глазом. В составе сборной Новой Зеландии по регби-7 Уильямс стала серебряным призёром Олимпиады, занеся попытку в игре против Кении (победа 52:0). Также в её активе победы на чемпионате мира 2018 года в США и на Играх Содружества в Голд-Кост в 2018 году.

## Личная жизнь
Отец Ниалл и Сонни Билла — самоанец, мать — белая новозеландка, также у них есть корни маорийского племени пакеха. Также, помимо Сонни Билла, у Ниалл есть сестра-близнец Дениз. Воспитывает дочерей Татум-Ли и Рема-Рэй. Любимые блюда — сашими и блюда из морепродуктов, любимый актёр — Майкл Или, кумир в мире спорта — Мохаммед Али.